# Andrei Nikolaevici Kolmogorov
Andrei Nikolaevici Kolmogorov (n. 25 aprilie 1903, Tambov, Imperiul Rus – d. 20 octombrie 1987, Moscova, RSFS Rusă, URSS) a fost un matematician rus, care a făcut progrese importante în teoria probabilității și topologie. A lucrat în domeniile logică intuiționistă, seriile Fourier, turbulență și mecanică clasică și este creator al teoriei complexității algoritmilor.
Este inițiator al predării geometriei în învățământul preuniversitar folosind transformări geometrice și noțiuni despre operații cu mulțimi.

## Biografie
Andrei Kolmogorov a fost crescut în copilărie de o mătușă, după ce mama sa a decedat la naștere.

## Contribuții
„Teoria probabilității, ca disciplină matematică, poate și ar trebui să fie dezvoltată din axiome la fel ca Geometria și Algebra”—Kolmogorov